# La Romana (stad)
La Romana is een stad en gemeente (149.000 inwoners) in de Dominicaanse Republiek en ligt aan de zuidkust, ten zuiden van El Seibo. Het is de hoofdstad van de gelijknamige provincie. Voor de kust van La Romana ligt het eiland Isla Catalina. La Romana heeft een haven, waarvandaan onder andere suiker wordt geëxporteerd. In de 19e eeuw werd vooral hout geëxporteerd.
Altos de Chavón is de reconstructie van een Europees middeleeuws dorp.

## Bestuurlijke indeling
De gemeente bestaat uit twee gemeentedistricten (distrito municipal):
Caleta en La Romana.

## Galerij

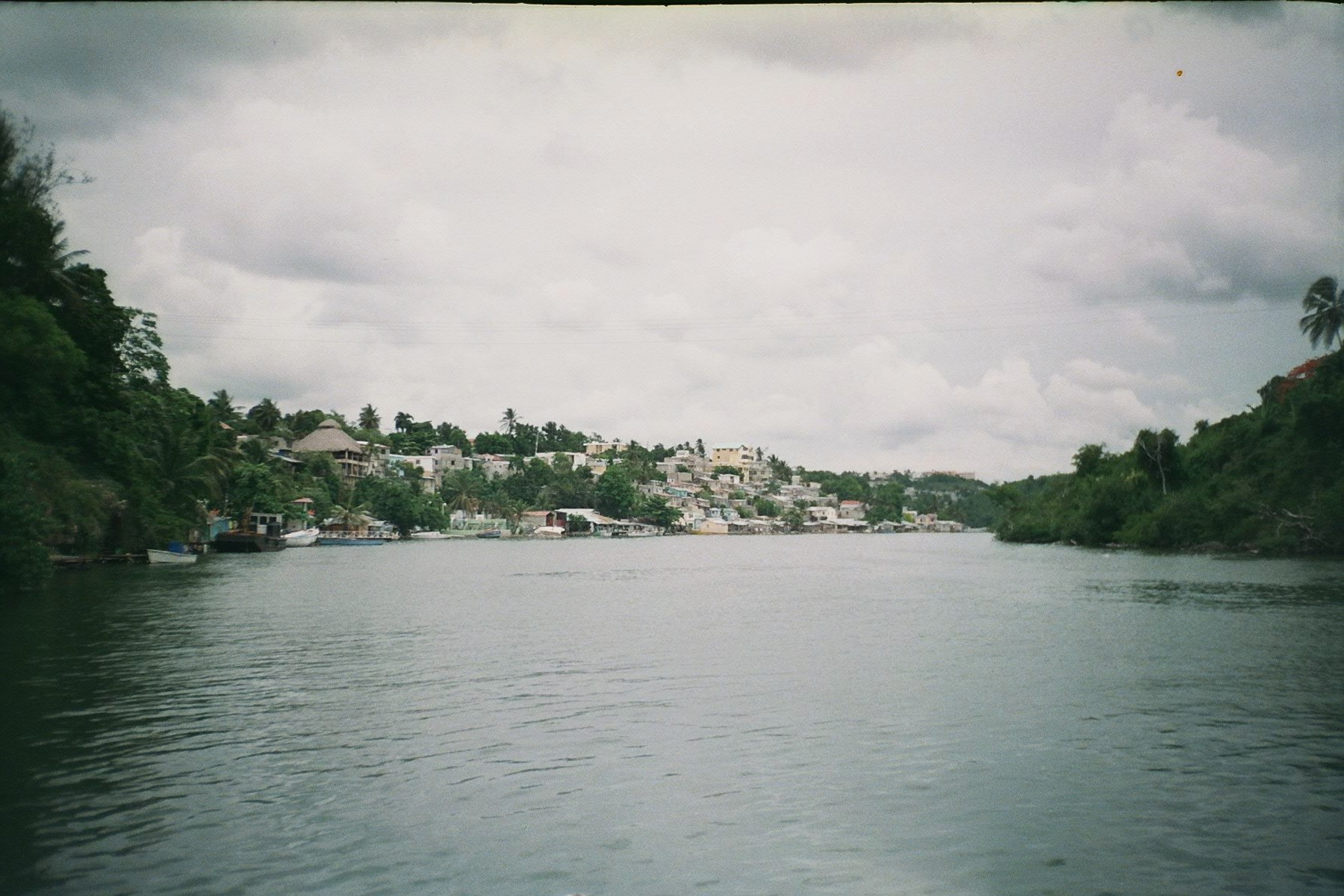
La Romana
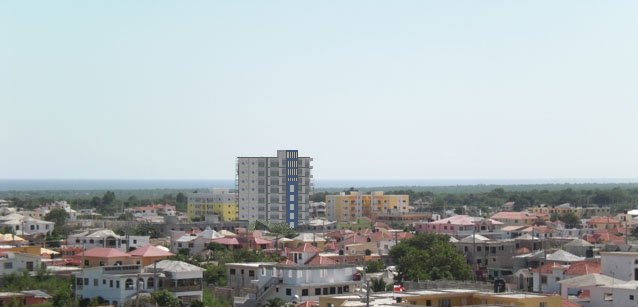
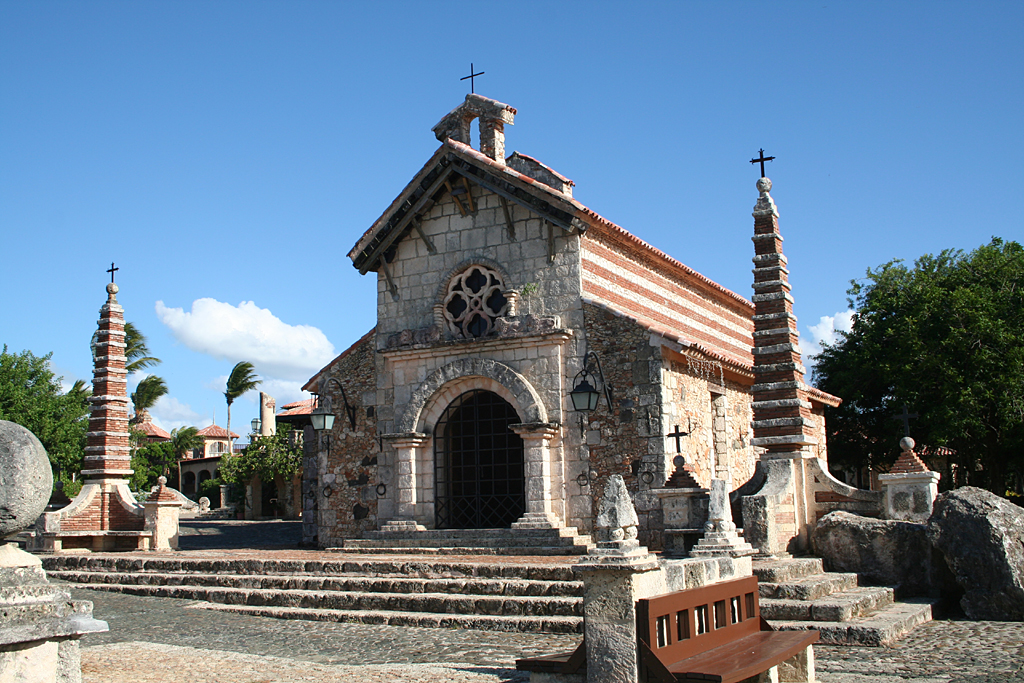
Katholieke kerk San Estanislao in Altos de Chavón

- Library of Congress Control Number: n85046918
- National Archives and Records Administration: 10037397
- Nationale Bibliotheek van Tsjechië: xx0168692
- Nationale Bibliotheek van Israël: 987007567175605171
- Virtual International Authority File: 134927988

Azua · Bajos de Haina · Baní · Barahona · Boca Chica · Bonao · Comendador · Cotuí · Dajabón · El Seibo · Hato Mayor · Higüey · Jimaní · La Romana · La Vega · Los Alcarrizos · Mao · Moca · Monte Cristi · Monte Plata · Nagua · Neiba · Pedernales · Puerto Plata · Sabaneta · Salcedo · Samaná · San Cristóbal · San Francisco de Macorís · San José de Ocoa · San Juan · San Pedro de Macorís · Santiago · Santo Domingo de Guzmán · Santo Domingo Este · Santo Domingo Norte · Santo Domingo Oeste